# Jahnabach
Der Jahnabach ist ein linker Nebenfluss der Elbe in Sachsen. Er entspringt westlich des Ortsteiles Mehren der Gemeinde Käbschütztal, fließt durch den Ortsteil Oberjahna und mündet schließlich nach 7,4 km bei Keilbusch in die Elbe. Im Oberlauf wird der Bach durch einen Damm in einem Weiher gestaut. Weitere durch den Bach versorgte Teiche befinden sich in den Ortsteilen Oberjahna und Niederjahna. Nördlich von Niederjahna führt der Bach durch tief eingeschnittene Täler mit aufgelassenen Steinbrüchen. Als Gesteine treten Glimmerporphyrit und Biotitgranodiorit zutage. 
Als bemerkenswerte Pflanzenvorkommen entlang des Ufers sind Gefleckter Aronstab (Arum maculatum), Rote Pestwurz (Petasites hybridus), Hohe Schlüsselblume (Primula elatior) und der Knolliger Beinwell (Symphytum tuberosum) zu nennen.
Der Unterlauf des Jahnabaches liegt in einem vorgesehenen FFH-Gebiet („Täler südöstlich Lommatzsch“, EU-Meldenr.: DE4746302, Landesinterne Nr.: 086E, Meldestand: 09/2003).